# Željko Samardžić
Željko Samardžić (Mostar, 3. listopada 1955.) bosanskohercegovački i srbijanski folk pjevač.

## Životopis
Rođen je 3. listopada 1955. u Mostaru. Njegov otac Milivoje je iz Crne Gore, a majka Nada je Hrvatica iz mostarskog naselja Ilići. Samardžićev otac bio je časnik JNA, što je značilo da se obitelj često selila. Nakon što je prvih sedam godina života proveo u Mostaru, živio je i pohađao školu u Nikšiću, Igalu i Zadru prije nego što se u tinejdžerskim godinama vratio u Mostar.
Prvi put je počeo pjevati u srednjoj školi, a ubrzo je postao poznat u Mostaru kao imitator Kemala Montena. Uglavnom je pjevao po kavanama i restoranima uz povremeno sudjelovanje na festivalima. Najbliže uspjehu bio je šlager "Moja Marija je drugačija" koji je postao hit u BIH tijekom 1970-ih nakon što ju je izveo na Prvom aplauzu, festivalu u Banja Luci, ali je najviše zarađivao držeći kafić u Mostaru, u blizini Starog mosta.
Kada je izbio rat u Bosni i Hercegovini 1992., ranjen je u svom stanu od zalutalog metka. Sa suprugom i kćerkom, napustio je grad prolazeći kroz zapadni dio Hercegovine pod kontrolom Hrvata i na kraju došao do Srbije nakon što je prošao Hrvatsku, Sloveniju i Mađarsku. U Srbiji je živio u beogradskom predgrađu Borča, te je ubrzo počeo dobivati slabo plaćene nastupe u raznim diskotekama i kafićima. 
Sa skoro 40 godina, njegov veliki proboj došao je neočekivano kada su ga neki poslovni ljudi doveli u elitni klub „Ambasador” i financirali ga da snimi album uz pratnju orkestra Aleksandra "Fute" Radulovića. Tekstove za njegov debitantski album napisala je Marina Tucaković. Godine 1995. pojavio se i na festivalu „Pjesma Mediterana” u Budvi, gdje je ostvario odličan nastup pjevajući "Sipajte mi još jedan viski", što mu je dodatno pomoglo u karijeri.
S albumima „Sudbina” i „Sjećanje na ljubav” i onima koji su slijedili nakon njih postao je poznat široj publici i osvajao je nagrade na festivalima „Sunčane skale”, „Budva”, „Zrenjanin”, prestižne nagrade „Oskar popularnosti”, „Zlatni Melos” i pjevač godine.
Sa suprugom Majom ima tri kćeri i troje unučadi.

## Albumi
- 1987. „Jednom kad nam dođu sijede”
- 1990. „Želja”
- 1993. „Oko tvoje nevjerno”
- 1995. „Sudbina”
- 1996. „Sjećanje na ljubav”
- 1997. „Zveket srca”
- 1999. „Sve je moje tvoje”
- 2001. „Sentimentalan čovjek”
- 2004. „Pokaži mi šta znaš”
- 2006. „Lice ljubavi”
- 2009. „Kojim dobrom mila moja”
- 2017. „Mila”